# Cocathédrale Saint-Michel de Sospel
Cette  cathédrale n’est pas la seule cathédrale Saint-Michel.
La cocathédrale Saint-Michel de Sospel est une cocathédrale catholique romaine située dans le village de Sospel, dans le département français des Alpes-Maritimes.

## Historique
En 1157, première mention de Sospel comme étant un habitat fortifié. En 1229, la population de Sospel est répartie entre trois paroisses, dont celle de Saint-Michel. L'église possède un clocher roman lombard qui a subsisté à la destruction de l'église romane. Il comprend un haut soubassement de la fin du XIIe siècle percé dans sa partie supérieure par une baie étroite et haute sur les faces. Il est couronné par un bandeau en dents d'engrenage. Il est surmonté par deux étages se terminant par une flèche pyramidale qui doit être du premier tiers du XIIIe siècle.
L'église devient cathédrale en 1378 quand la ville prend parti pour le pape d'Avignon contre l'antipape de Rome, pendant le grand schisme d'Occident, jusqu'en 1411. 
Lors de l'épidémie de peste de 1632, la population de Sospel fait le vœu de reconstruire l'église. Elle est reconstruite à partir de 1641 sur les plans de l'ingénieur militaire et architecte niçois Jean-André Guiberto (francisé en Guibert) qui a construit la cathédrale Sainte-Réparate de Nice. La construction a duré jusqu'en 1672. Des embellissements portant sur le second étage de la façade de l'église et son fronton sont faits en 1762. Cette église, de par ses dimensions, est la plus grande des Alpes-Maritimes.
L'église a été restaurée en 1888 à la suite du tremblement de terre du 23 février 1887 qui a secoué la Provence orientale et la Ligurie.
L'église est classée Monument historique le 18 avril 1951.

## Mobilier

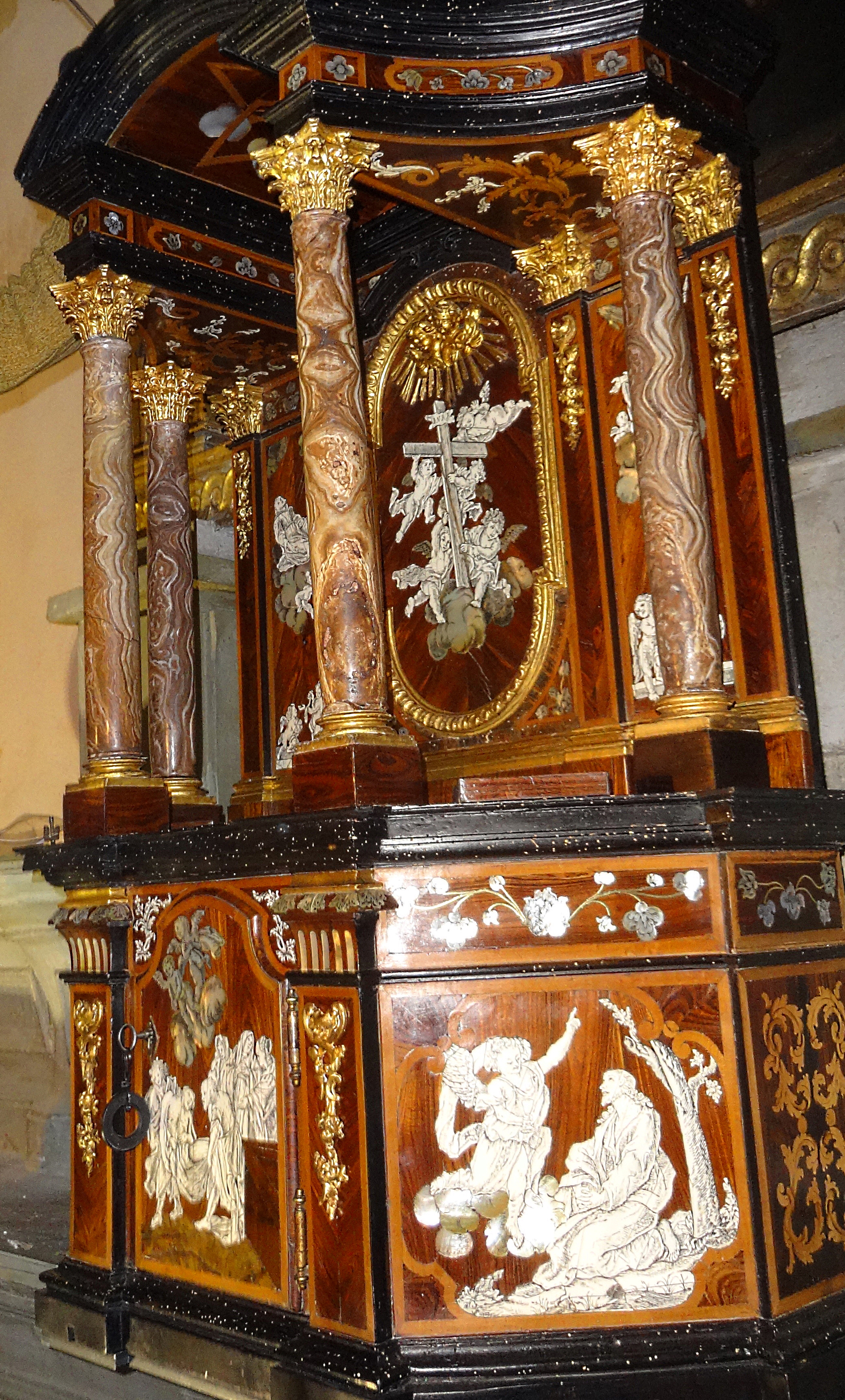
Tabernacle de Prinotto

L'église possède un riche patrimoine mobilier rappelé sur la base Palissy :
- Retable de la Vierge Marie avec la Vierge de Pitié, entre saint Jean et sainte Madeleine, l'Annonciation, peint par François Bréa, en 1520[3] ;
- Tabernacle orné de marqueterie en ivoire et nacre, réalisé en 1746 par l'ébéniste de la Cour de Turin Luigi Prinotto (1685 – 1780) ;
- Retable de la Vierge de Pitié, entre saint Jean et sainte Madeleine, sainte Catherine et saint Nicolas, d'un anonyme provençal, vers 1480, et qui se trouvait autrefois dans la chapelle des Pénitents noirs[4] ;
- Deux croix de procession[5] ,[6] ;
- Grand ostensoir de l'Adoration[7] ;
- Des devant d'autel, des stalles, des sculptures, des tableaux du XVIIe siècle, etc. ;
- Roue à clochettes dite treizin[8].

## Orgue
Le premier orgue a été construit en 1753. Il en reste le buffet baroque qui est remanié en 1843.
L'église possède un orgue de tradition purement italienne avec un seul clavier de 52 notes, réalisé par les frères Nicomède et Joannes Agati de Pistoia en 1843.
L'orgue est réparé une première fois par le facteur piémontais Vittino, en 1891. Il est encore réparé en 1912, 1937 et 1962.
Le facteur Muno restaure l'orgue en 1988.
L'orgue est classé comme objet au monument historique en 1979,,.
Composition de l'orgue
| Clavier manuel     |
| Jeux de ripieno    |
| Principale 16'     |
| Principale 8'      |
| Principale 8' 2ème |
| Ottava 4'          |
| Ottava 4' 2ème     |
| Duodecima 2' 2/3   |
| Decima quinta 2'   |
| Decima nona 1' 1/3 |
| Vigesima 1'        |
| Vigesima 2/3'      |
| Ripieno II         |

| (Clavier manuel)       |
| Jeux de concert        |
| Flauto 8'              |
| Voce Angelica 8'       |
| Voca Humana 8'         |
| Flauto in ottava 4'    |
| Viola 4'               |
| Flagioletto 2'         |
| Cornetto III           |
| Corni Doici 16'        |
| Fagotto 8' / Trombe 8' |
| Oboe 4'                |

| Pédale          |
| Contrabassi 16' |